# テリー・ペーダー・ラスムッセン
テリー・ペーダー・ラスムッセン（英語: Terry Peder Rasmussen、1943年12月23日 - 2010年12月28日）は、アメリカ合衆国のシリアルキラーである。わかっているだけでラスムッセンは全米にかけて少なくとも6人を殺害している。「ボブ・エヴァンス」 を始めとする様々な偽名を使用していた事から「カメレオン・キラー」というあだ名が付けられている。
ラスムッセンは1978年頃にニューハンプシャー州で発生したとされているベアブルック殺人事件の第一容疑者である。また、この事件とは別に1981年に別のガールフレンドの失踪事件の容疑者ともされており、1986年に彼女の娘を置き去りにした容疑で逮捕、収監されている。その後釈放されユンスン・ジュンと同棲し始めたが、2002年にジュンを殺害し、逮捕された。その後2010年に獄中死した。
ラスムッセンがまだ生きていた頃にベアブルック殺人事件の犠牲者の遺体が見つかったが、被害者のDNA型鑑定が2017年に行われ、その時点で身元不明だった4人の内3人の身元が判明するまで容疑者として捜査線上に浮上する事はなかった。尚身元が判明していない女児はラスムッセンの実の娘である事が判明している。

## 来歴
ラスムッセンは1943年12月23日にデンバーで生まれた。アリゾナ州で育った彼はフェニックスにあるノースハイスクールに入学したが、1960年に中退。翌年の1961年にアメリカ海軍に入隊し、1967年に除隊するまで6年間従軍した。
1969年にラスムッセンは結婚し、2人の間に4人の子供を設けた。ラスムッセンの家族は彼が息子の一人に根性焼きを行うなどの虐待を行っていたと振り返っている。ラスムッセンの最初の妻は彼が1975年に暴行罪で逮捕されたタイミングで子供を連れて家を出ていった。彼の家族がラスムッセンと最後に合ったのは1975年か1976年の12月頃で、彼らの家に身元不詳の女性を連れて訪れたのが最後だった。2人の離婚が正式になったのは1978年であった。
ラスムッセンは1970年代後半にニューハンプシャー州に落ち着くまでに全米各地を渡り歩き、報道によれば彼は女性と子供と同伴して行動していたという。彼は普段ガス会社や石油会社の電気技術者として働いていた。ニューハンプシャー州マンチェスターに住んでいた頃彼は「ボブ・エヴァンス」という偽名を使用し、ウォンベック・ミルに勤務していた。「エヴァンス」は1980年に電気窃盗、窃盗、及び不渡り小切手を出した容疑で計3回逮捕された。この時期に「エリザベス・エヴァンス」が妻として公的書類に記載されているがこの女性の身元は特定されていない。

## 犯罪

### ベアブルック殺人事件

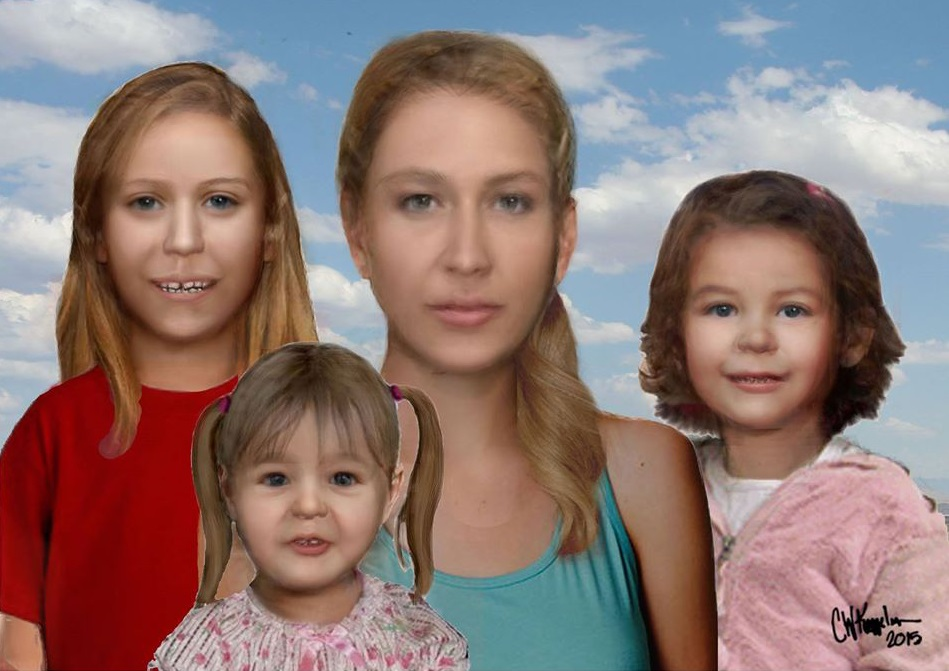
ベアブルック殺人事件の被害者の似顔絵

1978年頃になるとラスムッセンはマリリース・エリザベス・ハニーチャーチと交際をし始めていた。ハニーチャーチはその年の感謝祭にロサンゼルス近郊のラプエンテで家族と喧嘩別れした後、ラスムッセンと共に娘2人を連れて家出をし、連絡がつかなくなった。
1985年11月、ニューハンプシャー州アレンズタウンのベアブルック州立公園にてハニーチャーチと娘一人の死体がドラム缶の中から発見された。死因は頭部を殴打された事によるものだった。2000年には最初のドラム缶から30メートルほど離れた場所からもう一つのドラム缶が発見され、中からハニーチャーチの娘ともう一人の女児の遺体が発見された。ハニーチャーチと彼女の娘の遺体は当初身元不明だったが、DNA鑑定の結果2019年に身元が判明した。2019年現在唯一身元が未だ特定されていない女児はラスムッセンの実の娘である事が判明している。

### デニース・ボーディンとリサ
「ボブ・エヴァンス」という偽名を使用していた頃、ラスムッセンはデニース・ボーディンという女性と交際し始めた。ボーディンは1981年の感謝祭に生後6ヶ月の娘と共にマンチェスターから失踪した。捜査関係者はラスムッセンがボーディンをカリフォルニア州のどこかで殺害し、遺体を遺棄したと疑っているが、彼女の遺体は現在に至るまで見つかっていない。ボーディンが行方不明になった当時、家族は経済的な理由で家出したと考えて彼女の失踪届を出さなかった。
1980年代前半にかけてラスムッセンはボーディンの娘に「リサ」と名付けて連れ回した。ラスムッセンは1985年にオレンジ郡サイプレスにて飲酒運転と児童福祉法違反の容疑で「カーチス・キンボール」という名前で逮捕されたが、出廷する事はなかった。その後「ゴードン・ジェンソン」という別の偽名を使用し始め、「リサ」をスコッツバレーにあるキャンプ場に置き去りにした。その後「ジェリー・モッカーマン」という名前を使用して盗難車を運転していた所を1988年に逮捕された。1989年に「モッカーマン」は育児放棄の罪で懲役3年を言い渡されたが、児童虐待の罪は司法取引により取り下げられた。その後1990年に釈放し、そのまま逃亡した。

### ユンスン・ジュン
ラスムッセンはその後1999年12月に「ラリー・ヴァンナー」という偽名で再浮上した。この時彼はカリフォルニア在住のユンスン・ジュンという名前の化学者が家族に自身の交際相手だと紹介し、その後2001年に入籍した。ジュンは2002年6月に行方不明になり、二人の家で頭部を強打されて死亡し、バラバラにされた後猫砂に埋められた状態で発見された。「ヴァンナー」は11月に逮捕され、2003年に裁判で殺人と死体損壊罪の容疑に対し不抗争の旨を伝えた。最終的に彼は15年から無期懲役の判決が言い渡された。
彼が罪を認めた事は裁判官に宣言した事は裁判所に驚きを持って迎えられた。コントラコスタ郡のある刑事はラスムッセンが「リサ」のDNA検査に繋がる事を恐れて罪を認めたのではないかと推察している。指紋照合の結果「ヴァンナー」は「ジェンソン」と「キンボール」と同一人物である事が確認されていて、リサの事件と繋がった。2003年にサンバーナーディーノ郡保安官事務所が「リサ」の実の家族の捜索を始めた。 「リサ」のDNAをの検査を行った所彼女とラスムッセンの血の繋がりはなく、そのまま進展が無いまま時が過ぎた。
ラスムッセンは2010年12月28日にハイデザート州立刑務所で獄中死した。享年67。死因は肺がん、肺炎、及び慢性閉塞性肺疾患の併発だった。

## 死後の発見
遺伝子系図研究者のバーバラ・レイ・ベンターの支援の元、ボーディンの娘は2015年に彼女の母親が誰だったのか、そして自分が父だと思っていた男性が彼女と母親を誘拐した人だと分かった。また同時にこの調査の結果「エヴァンス」がベアブルックの事件が発生したとされた時期にニューハンプシャーにいた事が判明した。2017年1月26日、当局は記者会見で「エヴァンス」をベアブルックの事件及びボーディン失踪事件の容疑者であると公表した。また、この記者会見ではDNA検査の結果ベアブルックで発見された遺体の内一人の女児が「エヴァンス」の実の娘である事、そして「エヴァンス」の本名まだ判明していない事が併せて発表された。
2017年6月には警察が「エヴァンス」の身元を特定する為、取調動画を公表した。2ヶ月後、最初の妻との間の子供の一人から提供されたY染色体の検査の結果「エヴァンス」がラスムッセンである事が確定した。 ラスムッセンの身元を特定する為に使用された技術は法医学捜査に新たな可能性を見出し、その後は黄金州の殺人鬼の逮捕などに役立てられている。
2019年6月にニューハンプシャー州警察はベアブルックの4人の内3人（ハニーチャーチと彼女の娘二人）の身元が判明したと発表した。DNA鑑定によりラスムッセンの娘である事が判明している女児とその母親の身元については未だ身元不明であるが、当局は女児の母親もラスムッセンに殺されたと考えている。
犯罪学者のジャック・レビンはラスムッセンについて「ラスムッセンと他のシリアルキラーで大きく違うのは彼は自身と関係のあるニンゲンを狙っていたという事です。ほとんどのシリアルキラーはそんな事しません。普通は赤の他人を狙います。」と、これまでのシリアルキラーとはかなり特徴が違うと評した。ラスムッセンは全米各地に偽名を使用しながら爪痕を残したことから「カメレオンキラー」という渾名を付けられている。